# Kvintillió
A kvintillió más néven tíz a harmincadikon: 1030. Kiírva: 1 000 000 000 000 000 000 000 000 000 000.
A kvintilliót jelentő SI-prefixum: quetta.